# European Trophy 2012
European Trophy 2012 byl třetí ročník evropského klubového turnaje European Trophy, který se uskutečnil od 31. července do 18. prosince 2012. Základní část v divizích byla sehrána od 31. července do 28. listopadu 2012 a finálový turnaj postoupivších osmi týmů se uskutečnil od 13. do 16. prosince 2012. Finálový turnaj měl název Red Bulls Salute a uskutečnil se v Bratislavě a ve Vídni.
Turnaje se zúčastnilo 32 týmů ze sedmi evropských zemí.

## Účastníci
| Severní divize - EC Red Bull Salzburg - Eisbären Berlín - Hamburg Freezers - HC Kometa Brno - HC Mountfield Č. Budějovice - HC Plzeň 1929 - Luleå Hockey - Kärpät Oulu | Východní divize - Bílí Tygři Liberec - Brynäs IF - Djurgårdens IF - HC ČSOB Poj. Pardubice - HC Fribourg-Gottéron - SC Bern - TPS Turku - Tappara | Jižní divize - HC Slovan Bratislava - HC Sparta Praha - HV71 - JYP Jyväskylä - KalPa - Linköpings HC - Piráti Chomutov - UPC Vienna Capitals | Západní divize - Adler Mannheim - ERC Ingolstadt - EV Zug - Frölunda Indians - Färjestad BK - IFK Helsinky - Jokerit Helsinky - ZSC Lions |

## Základní část
V základní části, která se uskutečnila od 31. července do 28. listopadu 2012, hrálo 32 týmů rozdělených do 4 divizí po osmi týmech. V rámci skupiny hrál každý s každým jeden zápas a navíc ještě jeden zápas s lokálním soupeřem z vlastní divize, se kterým se tedy utkal v rámci divize dvakrát. Každý tým tak sehrál 4 zápasy doma a 4 venku. Do finálové části měly postoupit dva nejlepší týmy z každé divize. Ovšem hostitelské týmy finálového turnaje Vienna Capitals a HC Slovan Bratislava hrající jižní divizi měly právo automatického postupu, čímž nahradily ve finálovém turnaji nejhorší týmy z druhých míst a to týmy Piráti Chomutov a EV Zug.

### Západní divize

#### Tabulka
| Tým              | Z | V | VP | PP | P | GV | GI | +/- | B  |
| ---------------- | - | - | -- | -- | - | -- | -- | --- | -- |
| Färjestad BK     | 8 | 4 | 2  | 1  | 1 | 29 | 17 | +12 | 17 |
| EV Zug           | 8 | 4 | 2  | 0  | 2 | 30 | 21 | +9  | 16 |
| Jokerit Helsinky | 8 | 4 | 1  | 1  | 2 | 24 | 18 | +6  | 15 |
| ERC Ingolstadt   | 8 | 3 | 1  | 3  | 1 | 34 | 30 | +4  | 14 |
| Frölunda Indians | 8 | 3 | 0  | 2  | 3 | 18 | 32 | -14 | 11 |
| IFK Helsinky     | 8 | 2 | 0  | 2  | 4 | 24 | 26 | -2  | 8  |
| ZSC Lions        | 8 | 2 | 1  | 0  | 5 | 17 | 24 | -7  | 8  |
| Adler Mannheim   | 8 | 1 | 2  | 0  | 5 | 18 | 26 | -8  | 7  |

#### Zápasy
|                  | FAR   | ZUG | JOK   | ING   | FRO   | IFK   | LIO   | MAN   |
| ---------------- | ----- | --- | ----- | ----- | ----- | ----- | ----- | ----- |
| Färjestad BK     | X     | 1:2 | 4:1   |       | 3:2sn |       | 5:2   |       |
| EV Zug           |       | X   | 4:1   | 5:4p  |       | 5:4sn | 4:1   |       |
| Jokerit Helsinky |       |     | X     | 2:1   | 7:1   | 5:1   |       | 1:2sn |
| ERC Ingolstadt   | 6:5p  |     |       | X     | 8:5   |       | 3:4sn | 4:2   |
| Frölunda Indians | 2:3sn | 3:2 |       |       | X     | 0:8   | 2:0   |       |
| IFK Helsinky     | 0:4   |     | 3:4sn | 3:5   |       | X     |       | 4:0   |
| ZSC Lions        |       | 2:4 | 2:3   |       |       | 3:1   | X     | 3:2   |
| Adler Mannheim   | 2:4   | 5:4 |       | 4:3sn | 1:3   |       |       | X     |

### Východní divize

#### Tabulka
| Tým                  | Z | V | VP | PP | P | GV | GI | +/- | B  |
| -------------------- | - | - | -- | -- | - | -- | -- | --- | -- |
| Tappara              | 8 | 4 | 2  | 1  | 1 | 26 | 16 | +10 | 17 |
| Brynäs IF            | 8 | 5 | 0  | 2  | 1 | 25 | 20 | +5  | 17 |
| Bílí Tygři Liberec   | 8 | 4 | 0  | 1  | 3 | 27 | 27 | 0   | 13 |
| TPS Turku            | 8 | 3 | 1  | 1  | 3 | 18 | 17 | +1  | 12 |
| SC Bern              | 8 | 2 | 2  | 1  | 3 | 23 | 26 | -3  | 11 |
| HC Pardubice         | 8 | 3 | 0  | 0  | 5 | 22 | 21 | +1  | 9  |
| HC Fribourg-Gottéron | 8 | 2 | 1  | 1  | 4 | 18 | 23 | -5  | 9  |
| Djurgårdens IF       | 8 | 2 | 1  | 0  | 5 | 18 | 27 | -9  | 8  |

#### Zápasy
|                      | TAP   | BRY   | LIB  | TPS  | BER   | PCE | FRI | DJU |
| -------------------- | ----- | ----- | ---- | ---- | ----- | --- | --- | --- |
| Tappara              | X     | 1:3   | 7:2  | 1:2p |       | 4:1 |     |     |
| Brynäs IF            |       | X     |      | 4:1  | 3:4sn |     | 4:2 | 3:0 |
| Bílí Tygři Liberec   |       | 1:2   | X    |      |       | 4:3 | 5:3 | 6:2 |
| TPS Turku            | 0:1   |       | 5:2  | X    |       | 2:4 |     | 3:2 |
| SC Bern              | 3:4p  |       | 5:4p | 1:4  | X     |     | 4:2 |     |
| HC Pardubice         |       | 6:2   | 0:3  |      | 1:2   | X   |     | 5:1 |
| HC Fribourg-Gottéron | 2:3sn |       |      | 2:1p | 4:3   | 3:2 | X   |     |
| Djurgårdens IF       | 3:5   | 5:4sn |      |      | 4:1   |     | 1:0 | X   |

### Jižní divize

#### Tabulka
| Tým                  | Z | V | VP | PP | P | GV | GI | +/- | B  |
| -------------------- | - | - | -- | -- | - | -- | -- | --- | -- |
| HV71                 | 8 | 6 | 0  | 1  | 1 | 29 | 12 | +17 | 19 |
| Piráti Chomutov      | 8 | 3 | 2  | 2  | 1 | 34 | 22 | +12 | 15 |
| UPC Vienna Capitals  | 8 | 3 | 2  | 1  | 2 | 24 | 26 | -2  | 14 |
| Linköpings HC        | 8 | 3 | 1  | 1  | 3 | 23 | 29 | -6  | 12 |
| HC Sparta Praha      | 8 | 3 | 1  | 0  | 4 | 29 | 34 | -5  | 11 |
| HC Slovan Bratislava | 8 | 1 | 3  | 1  | 3 | 22 | 21 | +1  | 10 |
| JYP Jyväskylä        | 8 | 2 | 0  | 2  | 4 | 23 | 32 | -9  | 8  |
| KalPa                | 8 | 1 | 1  | 2  | 4 | 21 | 29 | -8  | 7  |

#### Zápasy
|                      | HV7   | CHO   | VIE   | LIN   | SPA  | BRA   | JYP | KAL  |
| -------------------- | ----- | ----- | ----- | ----- | ---- | ----- | --- | ---- |
| HV71                 | X     |       | 3:1   | 4:1   |      | 2:0   | 2:3 |      |
| Piráti Chomutov      | 1:3   | X     |       | 3:4sn | 7:0  | 5:6sn |     |      |
| UPC Vienna Capitals  |       | 1:6   | X     |       |      | 2:1p  | 3:2 | 5:3  |
| Linköpings HC        | 1:6   |       | 3:4sn | X     |      | 4:2   |     | 3:2  |
| HC Sparta Praha      | 2:7   | 1:3   | 6:7   | 5:2   | X    |       |     |      |
| HC Slovan Bratislava |       |       | 2:1sn |       | 3:5  | X     | 5:0 | 3:2p |
| JYP Jyväskylä        |       | 4:5sn |       | 3:5   | 4:5p |       | X   | 2:5  |
| KalPa                | 3:2sn | 4:3sn |       |       | 1:5  |       | 2:5 | X    |

### Severní divize

#### Tabulka
| Tým                         | Z | V | VP | PP | P | GV | GI | +/- | B  |
| --------------------------- | - | - | -- | -- | - | -- | -- | --- | -- |
| Luleå Hockey                | 8 | 7 | 0  | 0  | 1 | 33 | 13 | +20 | 21 |
| Eisbären Berlín             | 8 | 6 | 0  | 1  | 1 | 27 | 15 | +12 | 19 |
| Hamburg Freezers            | 8 | 3 | 2  | 0  | 3 | 28 | 24 | +4  | 13 |
| HC Kometa Brno              | 8 | 3 | 1  | 1  | 3 | 24 | 31 | -7  | 12 |
| HC Mountfield Č. Budějovice | 8 | 3 | 0  | 1  | 4 | 18 | 24 | -6  | 10 |
| EC Red Bull Salzburg        | 8 | 3 | 0  | 0  | 5 | 21 | 29 | -8  | 9  |
| Kärpät Oulu                 | 8 | 1 | 1  | 2  | 4 | 18 | 26 | -8  | 7  |
| HC Plzeň 1929               | 8 | 1 | 1  | 0  | 6 | 23 | 30 | -7  | 5  |

#### Zápasy
|                             | LUL | BRL   | HAM   | KOM | CEB | SAL | KAR   | PLZ |
| --------------------------- | --- | ----- | ----- | --- | --- | --- | ----- | --- |
| Luleå Hockey                | X   | 0:2   |       |     | 5:2 | 7:2 | 3:1   |     |
| Eisbären Berlín             |     | X     | 0:3   | 6:1 |     |     | 3:0   | 6:4 |
| Hamburg Freezers            | 1:4 | 5:4sn | X     | 7:3 |     |     |       | 3:2 |
| HC Kometa Brno              | 2:6 |       |       | X   | 4:1 |     | 2:3sn | 7:5 |
| HC Mountfield Č. Budějovice |     | 1:2   | 4:3   |     | X   | 3:5 |       | 3:2 |
| EC Red Bull Salzburg        |     | 1:4   | 3:1   | 2:3 | 0:3 | X   |       |     |
| Kärpät Oulu                 | 2:4 |       | 4:5sn |     | 3:1 | 3:5 | X     |     |
| HC Plzeň 1929               | 1:4 |       |       | 1:2 |     | 5:3 | 3:2p  | X   |

## Finálový turnaj
Finálový turnaj pod názvem Red Bulls Salute se uskutečnil v Bratislavě a ve Vídni od 13. do 16. prosince 2012. Týmy byly nalosovány do čtvrtfinálových dvojic a turnaj se odehrál vyřazovacím systémem. Pro vyřazená mužstva turnaj skončil a o konečné pořadí se na rozdíl od předchozího ročníku nehrálo. Finálový zápas se uskutečnil 16. prosince v Bratislavě.

### Pavouk
|  | Čtvrtfinále               | Čtvrtfinále               |                           |   | Semifinále | Semifinále |  |  | Finále | Finále |
|  | 13. prosince – Vídeň      |                           |                           |   |            |            |  |  |        |        |
|  |                           |                           |                           |   |            |            |  |  |        |        |
|  | Luleå HF                  | 4                         |                           |   |            |            |  |  |        |        |
|  | Luleå HF                  | 4                         | 15. prosince – Vídeň      |   |            |            |  |  |        |        |
|  | Brynäs IF                 | 3                         |                           |   |            |            |  |  |        |        |
|  | Brynäs IF                 | 3                         | Luleå HF                  | 2 |            |            |  |  |        |        |
|  | 13. prosince – Vídeň      |                           | Luleå HF                  | 2 |            |            |  |  |        |        |
|  |                           | Vienna Capitals           | 0                         |   |            |            |  |  |        |        |
|  | Vienna Capitals           | Vienna Capitals           | 0                         | 3 |            |            |  |  |        |        |
|  | Vienna Capitals           |                           | 16. prosince – Bratislava | 3 |            |            |  |  |        |        |
|  | Eisbären Berlín           | 2                         |                           |   |            |            |  |  |        |        |
|  | Eisbären Berlín           | 2                         | Luleå HF                  | 2 |            |            |  |  |        |        |
|  | 13. prosince – Bratislava |                           | Luleå HF                  | 2 |            |            |  |  |        |        |
|  |                           | Färjestad BK              | 0                         |   |            |            |  |  |        |        |
|  | HV71                      | Färjestad BK              | 0                         | 1 |            |            |  |  |        |        |
|  | HV71                      | 15. prosince – Bratislava |                           | 1 |            |            |  |  |        |        |
|  | Tappara                   | 2                         |                           |   |            |            |  |  |        |        |
|  | Tappara                   | 2                         | HV71                      | 1 |            |            |  |  |        |        |
|  | 13. prosince – Bratislava |                           | HV71                      | 1 |            |            |  |  |        |        |
|  |                           | Färjestad BK              | 3                         |   |            |            |  |  |        |        |
|  | HC Slovan Bratislava      | Färjestad BK              | 3                         | 1 |            |            |  |  |        |        |
|  | HC Slovan Bratislava      |                           |                           | 1 |            |            |  |  |        |        |
|  | Färjestad BK              | 4                         |                           |   |            |            |  |  |        |        |
|  | Färjestad BK              | 4                         |                           |   |            |            |  |  |        |        |